# Макшанцев, Борис Григорьевич
Борис Григорьевич Макшанцев (7 июня 1923, п. Урмары — 4 марта 1990, Казань) — чувашский, советский педагог, организатор образования. Последователь А. С. Макаренко. Народный учитель СССР (1983).

## Биография
Борис Макшанцев родился 7 июня 1923 года в посёлке Урмары (ныне в Чувашии) (по другим источникам — 7 июля 1923 года в селе Шоркистры Урмарского района) в семье железнодорожника
После окончания средней школы трудился в школе посёлке Ибреси учителем физической культуры (1940—1941).
В январе 1942 года призван в армию. Обучался в Сарапульском миномётно-артиллерийском училище. Боевое крещение принял весной на Волховском направлении (Синявинские болота), был легко ранен. Воевал под Старой Руссой. В сражении на Орловско-Курской дуге получил серьёзное ранение. С трудом выжил. После нескольких месяцев госпиталей получил медицинское заключение об инвалидности второй группы и не годности к строевой службе, после чего сел на трофейный «Опель» и … отправился к однополчанам. Участвовал в форсировании Буга и боях на Львовско-Сандомирском направлении, отмечен орденом Красной Звезды. В феврале 1945 года направлен в госпиталь Львова (напомнили о себе старые раны).
По выписке вернулся в Чувашию к родителям и стал студентом Чебоксарского педагогического института. Во время учёбы не делал себе скидок по инвалидности, наоборот, скоро стал показывать пример в учёбе и деятельном участии в общественной жизни. По итогам обучения (1949 год) был приглашён продолжать обучение в аспирантуре, но предпочёл практическую работу старшего инспектора по делам несовершеннолетних (1949—1950). Вскоре был назначен директором специального ремесленного училища, по сути — колонии для подростков. В училище на то время обозначился провал воспитательной работы, многим верховодили «урки», преподаватели не могли построить воспитанников даже на линейку. Разумное сочетание уважения, внимательности и требовательности к воспитанникам в действиях молодого директора помогли выправить порядок.
Вскоре, в том же 1950 году, ему поручили Шумерлинское ремесленное училище № 6, готовившее рабочих для мебельной промышленности. Вновь среди воспитанников множество педагогически запущенных ребят со сложной судьбой и недостатком родительского внимания (военное детство). И вновь помогли подходы А. С. Макаренко, а его формула «Как можно больше требовательности, как можно больше уважения к человеку» с тех пор стала педагогическим кредо Б. Г. Макшанцева. Это училище он возглавлял до 1960 года. Под его руководством оно было признано лучшим в стране.
С 1960 по 1963 год — заместитель начальника по учебно-воспитательной работе Чувашского управления профессионально-технического образования.
В 1963 году переезжает в Казань и … просит самое отстающее училище.
Вскоре он назначен директором одного из строительных училищ стройтреста № 2. Основанное в годы войны в посёлке нефтяников, оно располагалось в бараках на болотистой местности. Проложили асфальт, заложили цветники… Но условия всё же мало подходили для учёбы и Б. Г. Макшанцев ставит задачу построить для училища настоящее помещение и даже не просто учебный корпус, а целый комплекс. Признавая нужность такого плана, многие называли директора мечтателем, поскольку в послевоенной стране не хватало сил и средств. Вскоре ему удаётся всё-таки согласовать проект и новое место расположения училища в сосновом бору на окраине посёлка Дербышки, но не дают строителей для осуществления намеченного (объект непроизводственного назначения). Однако строительство нового учебного комплекса для своего училища оказалось той задачей, которая позволила сплотить коллектив с единой целью. В течение трёх лет преподаватели и студенты училища каждый день после работы и учёбы направлялись в Дербышки и строили своими руками новое училище. Директор уходил с участка последним… В 1978 году СПТУ-33 было удостоено премии Ленинского комсомола «за большую работу по подготовке и коммунистическому воспитанию молодой смены рабочего класса» (в то время в стране было около 6,5 тысячи ПТУ, лауреатов же — всего 12, в том числе — единственное училище из Татарии).
В сентябре 1986 года в училище вступил в строй четырёхэтажный учебно-лабораторный корпус, часть из 30 кабинетов которого работало по цеховому принципу, на промышленной основе, то есть учащиеся изготавливали продукции на 50 тыс. рублей в год (в ценах 1986 года)
После руководства в течение 24 лет (с 1963 по 1987) средним профессионально-техническим училищем № 33 Казани он по март 1990 года возглавлял Казанский филиал Всесоюзного института повышения квалификации инженерно-педагогических и руководящих работников профтехобразования.
Ушёл из жизни 4 марта (по другим источникам — 14 марта) 1990 года.

## Награды и звания
Заслуги по защите Отечества в годы войны:
- Орден Октябрьской Революции,
- Орден Отечественной войны I степени,
- Орден Красной Звезды,
- Медаль «За боевые заслуги» и ряд других.

Заслуги в области воспитания подрастающего поколения и подготовки умелых профессиональных кадров отмечены присвоением званий:
- Заслуженный учитель профессионально-технического образования РСФСР (1971)[1],
- Народный учитель СССР (1983)[6]

## Память
- Профессиональный лицей № 33 Казани (ранее СПТУ № 33) носит имя Б. Г. Макшанцева.
- Его краткая биография (среди других известных ветеранов войны — уроженцев Чувашии) приведена на порталах «Республика Чувашия», «Чувашская энциклопедия» и ряде других.
- Один из очерков, посвящённых трудовой и воспитательной деятельности педагога, вошёл в сборник (Сто дорог — одна твоя! // сб. очерков под ред. В. Шакировой. Казань: Татарское кн. изд-во, 1988 г. С. 62-80.), посвящённый последователям А. С. Макаренко в Татарии.